# フォンテーヌブロー条約 (1814年)

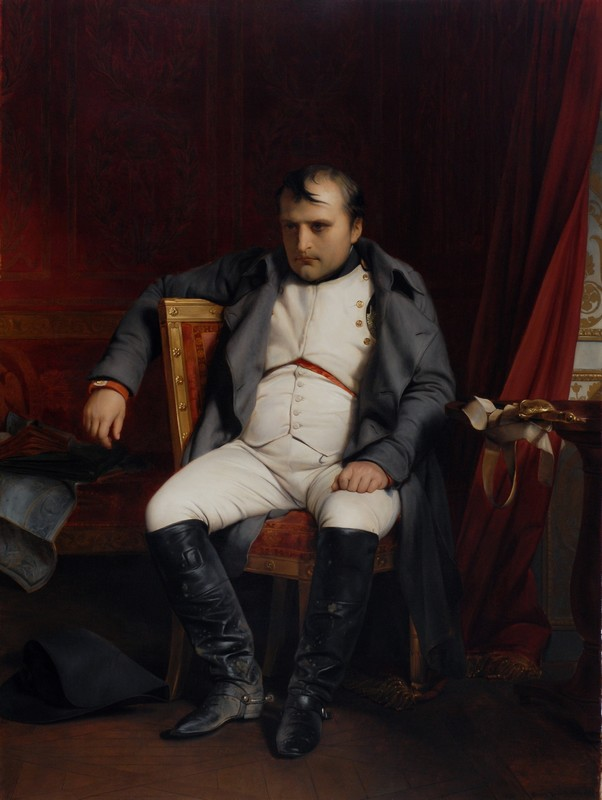
『フォンテーヌブローのナポレオン、1814年3月31日』（ポール・ドラローシュ画、ライプツィヒ造形美術館蔵）

フォンテーヌブロー条約（フォンテーヌブローじょうやく、仏: Traité de Fontainebleau, 英: Treaty of Fontainebleau, 露: Договор в Фонтенбло, 独: Vertrag von Fontainebleau）は、1814年にフランス第一帝政と第六次対仏大同盟諸国との間で締結された講和条約で、皇帝ナポレオン1世の退位条件を定めたものである。
フォンテーヌブローは、パリ郊外にある締結地。

## 概要
1814年4月11日に合意に達し、4月16日に締結された。事実上のフランス追放であるが、退位したナポレオンにはエルバ島の主権と皇帝称号などが認められた。
200万フランの年金がフランス政府からナポレオンに送金されること、皇后マリー・ルイーズと息子のナポレオン2世にはパルマ公国の統治者の地位が与えられ、のちにエルバ島で合流できることがナポレオンに約束された。
4月20日、ナポレオンはフォンテーヌブロー城を出発しエルバ島へ向かった。しかししばらくしても年金や皇后との合流は果たされず、ウィーン会議において同盟国側は約束を反故にしたことが明らかになったことから、ナポレオンは同条約は破棄されたものとして翌年脱出して、フランスに帰還を果たした。